# 1902 en chimie
Cet article présente les faits marquants de l'année 1902 en chimie.

## Évènements
- Création de la Médaille William-H.-Nichols par la section de New York de l'American Chemical Society (ACS) grâce à un don du chimiste et homme d'affaires William H. Nichols (en)[1].
- 17 mars : un article de Paul Langevin sur la mobilité des ions dans les gaz est publié dans les comptes rendus de l'Académie des sciences[2].
- 9 avril : le chimiste allemand Wilhelm Ostwald obtient une brevet pour un procédé de fabrication de l'acide nitrique[3].
- 9 juillet : la société pharmaceutique Merck à Darmstadt obtient le brevet allemand 146496 pour la production d'acides dialcoylbarbituriques[4]. Le barbital, premier barbiturique synthétisé par Emil Fischer et Alfred Dilthey, est commercialisé après les essais pharmacologiques réalisés par Joseph von Mering dès 1903 par les laboratoires Bayer sous le nom de Véronal®, premier anesthésique général utilisable aisément par voie intraveineuse[5].
- 21 juillet : note de Marie Curie « Sur le poids atomique du radium » publiée dans les Comptes rendus hebdomadaires des séances de l'Académie des sciences[6].
- 10 novembre : ouverture à l'Académie des sciences d'un pli cacheté concernant le procédé Verneuil de « Production artificielle du rubis par fusion » déposé par le chimiste français Auguste Verneuil en 1891[7],[8].

## Prix
- Prix Nobel de chimie : Hermann Emil Fischer pour les services extraordinaires qu'il a rendus par ses travaux sur la synthèse des hydrates de carbone et des purines[9],[10].
- Médaille Davy : Svante August Arrhenius pour l'application de la théorie de la dissociation pour expliquer le changement chimique[11],[12].

## Naissances
- 22 février : Fritz Strassmann (mort en 1980), chimiste allemand.
- 10 juin[13] : Gretel Adorno (morte en 1993),  chimiste, femme d'affaires et intellectuelle allemande.
- 10 juillet : Kurt Alder (mort en 1958), chimiste organicien allemand.
- 10 août : Arne Tiselius (mort en 1971), biochimiste suédois.
- 31 août : Léon Lortie (mort en 1985), historien et chimiste québécois.
- Walter-Ulrich Behrens (mort en 1962), chimiste et statisticien allemand.

## Décès
- 14 février : Cato Guldberg (né en 1836), chimiste et mathématicien norvégien.
- 6 septembre : Frederick Augustus Abel (né en 1827), chimiste britannique.
- 6 octobre : John Hall Gladstone (né en 1827), chimiste britannique.
- 5 décembre : Johannes Wislicenus (né en 1835), chimiste allemand.
- 8 décembre : Paul Hautefeuille (né en 1836), minéralogiste, chimiste et médecin français.